# Gabriel Gervais
Gabriel Gervais, né à Montréal le 18 septembre 1976 au Canada, est un joueur canadien de soccer évoluant au poste de défenseur. Il a commencé sa carrière professionnelle en 2000  avec les Rhinos de Rochester. Il poursuit sa carrière avec l'Impact de Montréal de 2002 à 2008. Il est désormais président du CF Montréal.

## Statistiques en carrière
| Club         | année | pj  | pd  | MIN   | B | P | PTS | C  | E |
| ------------ | ----- | --- | --- | ----- | - | - | --- | -- | - |
| Rochester    | 2000  | 1   | 1   | 80    | 0 | 0 | 0   | 0  | 0 |
| Rochester    | 2001  | 14  | 10  | 845   | 2 | 3 | 7   | 0  | 0 |
| Montréal     | 2002  | 28  | 28  | 2609  | 2 | 0 | 4   | 4  | 0 |
| Montréal     | 2003  | 26  | 25  | 2401  | 1 | 1 | 3   | 1  | 1 |
| Montréal     | 2004  | 26  | 26  | 2467  | 0 | 0 | 0   | 01 | 0 |
| Montréal     | 2005  | 21  | 20  | 1712  | 2 | 0 | 4   | 5  | 0 |
| Montréal     | 2006  | 23  | 23  | 1988  | 1 | 0 | 2   | 3  | 0 |
| Montréal     | 2007  | 17  | 17  | 1505  | 1 | 2 | 4   | 4  | 0 |
| Montréal     | 2008  | 9   | 7   | 568   | 0 | 0 | 0   | 2  | 0 |
| Total Impact | ----  | 150 | 146 | 13449 | 7 | 3 | 17  | 20 | 1 |
| Total USL    | ----  | 165 | 157 | 14374 | 9 | 6 | 24  | 21 | 1 |